# Osjaków (gmina)
Osjaków (do 1953 gmina Radoszewice) – gmina miejsko-wiejska w województwie łódzkim, w powiecie wieluńskim. W latach 1975–1998 gmina położona była w województwie sieradzkim.
Siedziba gminy to Osjaków.
Według danych z 31 marca 2011 gminę zamieszkiwało 4808 osób. Natomiast według danych z 31 grudnia 2019 roku gminę zamieszkiwało 4738 osób.
Gminą partnerską jest Trévol we Francji.

## Położenie
Gmina Osjaków położona jest we wschodniej części powiatu wieluńskiego, po obu brzegach Warty. Jest typową gminą rolniczą. Użytki rolne stanowią około 60% ogólnego obszaru gminy. Jest tutaj dużo lasów szczególnie sosnowych (35,2%). Osjaków posiada dogodne połączenia komunikacyjne z Łodzią, Wieluniem, Bełchatowem, Sieradzem, Częstochową.

## Rolnictwo
Niska bonitacja gleb sprzyja przede wszystkim uprawom żyta, ziemniaków oraz produkcji zwierzęcej – hodowli bydła i trzody chlewnej. Gmina specjalizuje się również w produkcji chrzanu. Na terenie gminy działa biologiczna oczyszczalnia ścieków. Z uwagi na szczególne usytuowanie terenu i bogactwo natury, stwarza doskonałe warunki dla wypoczynku.

## Struktura powierzchni
Według danych z roku 2002 gmina Osjaków ma obszar 100,74 km², w tym:
- użytki rolne: 58%
- użytki leśne: 36%

Gmina stanowi 10,86% powierzchni powiatu.

## Sołectwa
Borki Walkowskie, Chorzyna, Czernice, Dębina, Dolina Czernicka, Drobnice, Felinów, Gabrielów, Jasień, Józefina, Kolonia Raducka, Krzętle, Kuźnica Ługowska, Kuźnica Strobińska, Nowa Wieś, Osjaków, Raducki Folwark, Raduczyce, Walków, Zofia.

## Miejscowości niesołeckie
Huta Czernicka, Kajdas, Kolonia Dąbrowice, Piskornik Czernicki, Stanisławów.

## Demografia

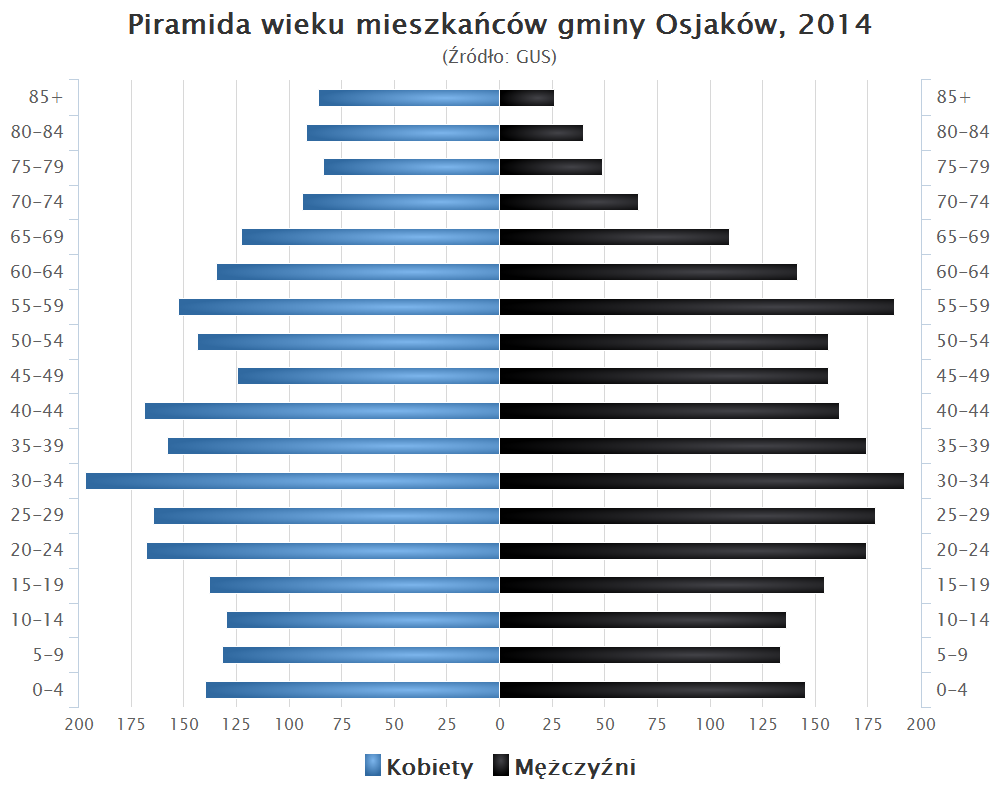
Piramida wieku mieszkańców gminy Osjaków w 2014 roku

Dane z 30 czerwca 2004:
| Opis                              | Ogółem | Ogółem | Kobiety | Kobiety | Mężczyźni | Mężczyźni |
| --------------------------------- | ------ | ------ | ------- | ------- | --------- | --------- |
| Jednostka                         | osób   | %      | osób    | %       | osób      | %         |
| Populacja                         | 4743   | 100    | 2390    | 50,4    | 2353      | 49,6      |
| Gęstość zaludnienia [mieszk./km²] | 47,1   | 47,1   | 23,7    | 23,7    | 23,4      | 23,4      |

## Sąsiednie gminy
Kiełczygłów, Konopnica, Ostrówek, Rusiec, Siemkowice, Wieluń, Wierzchlas